# Riddleville
Riddleville es un pueblo ubicado en el condado de Washington en el estado estadounidense de Georgia. En el censo de 2000, su población era de 414.

## Demografía
En el 2000 la renta per cápita promedia del hogar era de $39,167, y el ingreso promedio para una familia era de $42,500. El ingreso per cápita para la localidad era de $15,012. Los hombres tenían un ingreso per cápita de $36,250 contra $22,500 para las mujeres.

## Geografía
Riddleville se encuentra ubicado en las coordenadas 32°54′24″N 82°39′52″O / 32.90667, -82.66444 (32.906541, -82.664385).
Según la Oficina del Censo, la localidad tiene un área total de 2 km² (0,8 mi²), de la cual 2 km² (0,8 mi²) es tierra y 0 km² (0 mi²) (0.00%) es agua.